# Euchrysops hapalina
Euchrysops hapalina är en fjärilsart som beskrevs av Butler 1883. Euchrysops hapalina ingår i släktet Euchrysops och familjen juvelvingar. Inga underarter finns listade i Catalogue of Life.